# Tony Grisoni
Tony Grisoni (Londra, 28 ottobre 1952) è uno sceneggiatore britannico.

## Biografia
Grisoni ha debuttato come sceneggiatore con il lungometraggio Queen of Hearts del 1989, diretto da Jon Amiel.
In seguito ha collaborato più volte con il regista statunitense Terry Gilliam, per i film Paura e delirio a Las Vegas (1998), Tideland - Il mondo capovolto (2005), I fratelli Grimm e l'incantevole strega (2005) e L'uomo che uccise Don Chisciotte (2018). 
Per Paura e delirio a Las Vegas, inizialmente erano accreditati come sceneggiatori solo Tod Davies e Alex Cox, che avevano scritto una versione precedente della sceneggiatura, poi riscritta da zero da Gilliam e Grisoni. Per questo motivo, Gilliam e Grisoni si sono presentati al collegio arbitrale della Writers Guild of America per essere accreditati. La decisione finale della WGA è stata di accreditare tutti e quattro gli sceneggiatori. Per I fratelli Grimm e l'incantevole strega è avvenuta una disputa simile: nonostante la riscrittura da parte dei due, solo lo sceneggiatore originale Ehren Kruger compare tra i crediti. Gilliam e Grisoni hanno quindi deciso, come alternativa a essere tra i crediti come sceneggiatori, di essere accreditati come dress pattern makers (modellisti dei costumi).
Il primo tentativo di realizzare L'uomo che uccise Don Chisciotte, scritto da Gilliam e Grisoni, è stato tra il 1998 e il 2000 ed è stato fallimentare. Durante la produzione, Grisoni ha conosciuto Keith Fulton e Louis Pepe, che stavano girando le riprese del backstage, nonché le scene di quello in seguito sarebbe diventato il documentario Lost in La Mancha. Nel 2005 Fulton e Pepe hanno diretto il film Brothers of the Head, adattamento cinematografico dell'omonimo romanzo di Brian Aldiss, scritto da Grisoni stesso a partire dal 1984. Tra il 2005 e il 2016 vi sono stati vari altri tentativi da parte di Gilliam di realizzare il lungometraggio, che infine è stato girato con successo nel 2017 ed è uscito nelle sale l'anno successivo.
Nel 2008 Grisoni ha diretto il suo primo cortometraggio, Kingsland #1: The Dreamer, che gli ha valso una candidatura alla 62ª edizione dei BAFTA Film Award.
Nel 2009 Channel 4 ha trasmesso la serie Red Riding, per la quale Grisoni ha sceneggiato tutti e tre gli episodi che la compongono, adattando tre dei quattro romanzi del ciclo Red Riding Quartet dello scrittore David Peace. Nello stesso anno, Channel 4 ha trasmesso anche il film The Unloved, scritto da Grisoni e diretto da Samantha Morton, al suo debutto come regista. Il film ha vinto il BAFTA TV Award come miglior film per la televisione drammatico.

## Filmografia

### Cinema
- Queen of Hearts, regia di Jon Amiel (1989)
- L'isola in via degli Uccelli (The Island on Bird Street), regia di Søren Kragh-Jacobsen (1997)
- Paura e delirio a Las Vegas (Fear and Loathing in Las Vegas), regia di Terry Gilliam (1998)
- Vanished! A Video Seance, regia di Brian Catling e Tony Grisoni (1999)
- Weiser, regia di Wojciech Marczewski (2001)
- Cose di questo mondo (In This World), regia di Michael Winterbottom (2002)
- Tideland - Il mondo capovolto (Tideland), regia di Terry Gilliam (2005)
- I fratelli Grimm e l'incantevole strega (The Brothers Grimm), regia di Terry Gilliam (2005) – non accreditato
- Brothers of the Head, regia di Keith Fulton e Louis Pepe (2005)
- The Lives of the Saints, regia di Chris Cottam e Rankin (2006)
- Houdini - L'ultimo mago (Death Defying Acts), regia di Gillian Armstrong (2007)
- Come vivo ora (How I Live Now), regia di Kevin Macdonald (2013)
- L'uomo che uccise Don Chisciotte (The Man Who Killed Don Quixote), regia di Terry Gilliam (2018)

### Televisione
- Mörderische Entscheidung, regia di Oliver Hirschbiegel – film TV (1991)
- Angels, regia di Philip Saville – film TV (1992)
- Doppia visione (Double Vision), regia di Robert Knights – film TV (1992)
- Red Riding – serie TV, 3 episodi (2009)
- The Unloved, regia di Samantha Morton – film TV (2009)
- Una storia in 10 minuti (10 Minute Tales) – serie TV, 1 episodio (2009)
- Southcliffe – miniserie TV, 4 puntate (2013)
- The Young Pope – serie TV, 2 episodi (2016)
- Philip K. Dick's Electric Dreams – serie TV, episodio 1x04 (2017)
- The City and the City – miniserie TV, 4 puntate (2018)